# Sevan FC
El Sevan FC (en armenio: Սևան Ֆորտբոլային Ակումբ) es un equipo de fútbol de Armenia que juega en la Primera Liga de Armenia, la segunda división de fútbol en el país.

## Historia
Fue fundado en el año 2018 en el poblado de Sevan, de la provincia de Gegharkunik con el nombre Junior Sevan FC como una escuela de fútbol para jóvenes, pero que decidieron inscribir al equipo en la Primera Liga de Armenia de la temporada 2018/19.
En su primera temporada en la segunda división ganan el título, por lo que obtenían el ascenso a la Liga Premier de Armenia 2019-20, pero no les fue concedido por no reunir las condiciones para adquirir la licencia de competición.
El 25 de junio de 2019 el club pasa a llamarse Sevan FC.

## Palmarés
- Primera Liga de Armenia: 1

2018/19